# Demetrio I de Georgia
Demetrio I (en georgiano: დემეტრე) (c. 1093-1156), de la dinastía Bagrationi fue Rey de Georgia de 1125 a 1156. Es también conocido como poeta.

## Vida
Demetrio era el hijo mayor de David el Constructor y su primera mujer Rusudán. Fue educado en Kutaisi. Como comandante, participó en las batallas de su padre contra los Selyúcidas, particularmente en Didgori (1121) y Shirván (1123). En 1117, fue enviado por David al frente de un ejército Georgiano a Shirván, donde Demetrio redujo la fortaleza de Kaladzor (más tarde Alberd, ahora Ağdaş) y puso en fuga a los hombres de Sukmán, "comandante de todas las fuerzas de Persia" — como sugiere el cronista Georgiano. Este Sukmán era probablemente un príncipe Shah Arman, que posteriormente se convertiría en el gobernante Sökmen II, a quien el Shirvanshah Afridun habría solicitado ayuda. Demetrio sucedió a su padre tras la muerte de este el 24 de enero de 1125.
Apenas ascendió al trono, los gobernantes musulmanes vecinos empezaron a atacar Georgia por todos los lados. Los sultanes selyúcidas intentaron restaurar el gobierno de los Shirvanshahs. La gran población mulsulmana de Shirván se levantó contra Georgia. Esto probablemente sucedió en 1129 o 1130, cuando Demetrio restauró a los Shirvanshas en el gobierno de Shirván, instalando en el trono a Manuchihr II, el marido de su hija Rusudán. Los Shirvanshahs tenían que proporcionar al rey de Georgia tropas siempre que el últimos lo reclamaran. En 1130, Georgia fue atacada por el Sultán de Ahlat, el Shah Arman Sökmen II (c.1128-1183). La guerra comenzó con el paso de Ani a manos Georgianas; Demetrio I tuvo que entregar Ani a Fadl ibn Mahmud en términos de vasallaje e inviolabilidad de las iglesias cristianas. En 1139, Demetrio atacó Ganyá en Arrán. Se llevó la puerta de hierro de la ciudad vencida a Georgia y la donó al Monasterio de Gelati en Kutaisi. Pese a esta victoria brillante, Demetrio sólo pudo mantener Ganyá por unos años. En respuesta a esto, el sultán de Eldiguzids atacó Ganyá varias veces, y en 1143 la ciudad otra vez pasó al sultán. Según Mkhitar Gosh, Demetrio finalmente se apoderó de Ganyá, pero, cuando dio a su hija en matrimonio al sultán, presentó la ciudad como dote, y el sultán nombró a su propio emir para gobernarla.
En 1130, Demetrio descubrió un complot nobiliario, probablemente implicando al medio hermano del rey Vakhtang. El Rey arrestó a los conspiradores y ejecutó a uno de sus dirigentes, Ioanne Abuletisdze, en 1138 (o 1145).
El sucesor de Fadl, Fakr al-Did Shaddad, un emir Shaddadida de Ani pidió la mano de la hija de Saltuk, aunque Saltuk lo rechazó. Esto causó una aversión profunda en Shaddad hacia Saltuk. En 1154, planeó un complot y formó una alianza secreta con el Demetrio I. Mientras un ejército Georgiano esperaba emboscado,  ofreció tributo a Saltukids, gobernante de Erzurum y pidió a este último que lo aceptara como vasallo. En 1153-1154, el Emir Saltuk II marchó hacia Ani, pero Shaddad informó de ello a su suzerano, el Rey de Georgia. Demetrio marchó a Ani, y venció y capturó el emir. A petición de los gobernantes musulmanes vecinos, lo liberó a cambio de un rescate de 100.000 dinares, pagados por los yernos de Saltuk y del juramento de Saltuk de no luchar contra los georgianos.
En 1154, David V, el hijo mayor de Demetrio forzó a su padre a abdicar y convertirse en monje, recibiendo el nombre monástico de Damián (Damianus). Sin embargo, David murió seis meses más tarde y el rey Demetrio fue reinstaurado en el trono. David fue sobrevivido por su hijo Demna, considerado por la oposición aristocrática como pretendiente legítimo.
A pesar de que Demetrius no fue tan exitoso como su padre David el Constructor, Georgia continuó siendo un poder fuerte con un sistema militar y político bien organizado y una desarrollada vida cultural y económica.
Murió en 1156 y fue enterrado en el monasterio de Gelati.
Es considerado como santo en la Iglesia ortodoxa georgiana y su festividad se celebra el 23 de mayo en el Calendario litúrgico ortodoxo oriental.

## Matrimonio e hijos
El nombre de la mujer de Demetrio nos es desconocido, pero tuvo varios niños:
- David V, séptimo rey de Georgia
- Rusudán, casada en primeras nupcias con el sultán Masud Temirek y después con Sultán Ahmad Sanjar
- Jorge III de Georgia, octavo rey de Georgia, que lo sucedió
- Bagrationi, que se casó con el príncipe Iziaslav II de Kiev

## Poemas
Demetrio I fue autor de varios poemas, principalmente de temas religiosos. Shen Jar Venaji (en georgiano: შენ ხარ ვენახი; en inglés: Thou Art a Vineyard; en español, Eres un viñedo), un himno a la Virgen María, es el más famoso de ellos.